# サルマーニョ
サルマーニョ（Sarmaanyo）はソマリア/ソマリランドのスール地域にある町。主な住民はダロッド氏族のハルティ支族のデュルバハンテ支族。

## 概要
2012年1月12日にデュルバハンテ氏族はチャツモ国の建国を宣言し、その2日後にはブーホードレでチャツモ国派の民兵とソマリランド軍との間で戦闘になった。戦闘による死者の写真がインターネットで出回ったため、デュルバハンテ氏族が多いサルマーニョなどではソマリランドに対する抗議デモが行われた。
2013年、デュルバハンテ氏族の長老の一人ガラド・サレバン・ガラド・モハメドはサルマーニョでチャツモ国とデュルバハンテ氏族の将来を話し合う会議を開き、Ugaadhyahaan氏族が参加したが、話はまとまらず、数カ月に及んだ。これにより事態の対処が遅れたことと、たまたま行われたプントランド国政選挙でデュルバハンテ氏族からも多数議員や閣僚が出たことが、後のチャツモ国崩壊の原因となっている。
2013年12月、ガラド・サレバン・ガラド・モハメドを始めとするサルマーニョの長老は、タレー地区での戦闘の中止を呼び掛けた。
2014年7月、ソマリランドのシランヨ大統領は、タレーを中心都市としてサルマーニョ、Xalin、Carroolay、God-aalo地区を合わせた領域を新たに「ハイシモ地域」とすることを宣言した。
2015年1月、サルマーニョの地方政府は、支援物資の配給に支障が出ているのはプントランド人道問題災害管理庁（HADMA）の管理に問題があるとして不満を述べている。
2016年2月、スール地域で山羊伝染性胸膜肺炎などの家畜病が大規模に流行したため、プントランド家畜省は治療キャンペーンを実施した。
2018年5月、サルマーニョの住民は、プントランド軍を支持し、スール地域をソマリランド軍から解放するという趣旨のデモを行った。
2018年12月6日、プントランド政府はタレー、God'aalo、Carrooleey,サルマーニョの4地区を合わせて新しい行政地域とすることを承認した。
2019年4月、ソマリランド軍と親ソマリランド派民兵が、スール地域のタレー地区を占拠した。チャツモ国軍は戦闘なしに撤退。
2019年10月、サルマーニョを含むフドゥン地区で蝗害が発生した。フドゥン市長はソマリランド軍の力を借りて駆除を行った。